# グルタミル-tRNAレダクターゼ
グルタミル-tRNAレダクターゼ（glutamyl-tRNA reductase）は、ポルフィリンおよびクロロフィル代謝酵素の一つで、次の化学反応を触媒する酸化還元酵素である。 
L-グルタミン酸-1-セミアルデヒド + NADP+ + tRNAGlu {\displaystyle \rightleftharpoons } L-グルタミル-tRNA(Glu) + NADPH + H+
反応式の通り、この酵素の基質はL-グルタミン酸-1-セミアルデヒドとNAD+とtRNAGlu、生成物はL-グルタミル-tRNA(Glu)とNADHとH+である。
組織名はL-glutamate-semialdehyde:NADP+ oxidoreductase(L-glutamyl-tRNAGlu-forming)である。